# Hadi Soua'an al-Somaily
Hadi Soua'an al-Somaily (né le 30 décembre 1976 à Taëf) est un athlète saoudien. Il concourt dans la discipline du 400 m haies. 
En 2000, il glane la première médaille d'argent saoudienne aux Jeux olympiques sur le 400 mètres haies, signant du même coup son meilleur temps : 47 s 53. L'année suivante, il termine 4e de la finale des Championnats du monde 2001 à Edmonton en 47 s 99 derrière la future gloire de la discipline Felix Sanchez (47 s 49) et les records nationaux italien de Fabrizio Mori, second en 47 s 54, et japonais de Dai Tamesue (47 s 89).

## Palmarès
| Date | Compétition           | Lieu     | Résultat | Épreuve     | Temps         |
| ---- | --------------------- | -------- | -------- | ----------- | ------------- |
| 2000 | Championnats d’Asie   | Jakarta  | 1er      | 400 m haies | 49 s 13       |
| 2000 | Championnats d’Asie   | Jakarta  | 3e       | 4 x 400 m   | 3 min 05 s 00 |
| 2000 | Jeux olympiques       | Sydney   | 2e       | 400 m haies | 47 s 53       |
| 2001 | Championnats du monde | Edmonton | 4e       | 400 m haies | 47 s 99       |
| 2002 | Jeux asiatiques       | Pusan    | 1er      | 400 m haies | 48 s 42       |
| 2002 | Jeux asiatiques       | Pusan    | 1er      | 4 x 400 m   | 3 min 02 s 47 |
| 2004 | Jeux panarabes        | Alger    | 1er      | 400 m haies | 48 s 77       |
| 2004 | Jeux panarabes        | Alger    | 1er      | 4 x 400 m   | 3 min 03 s 03 |
| 2005 | Championnats d’Asie   | Incheon  | 1er      | 400 m haies | 49 s 16       |
| 2006 | Jeux asiatiques       | Doha     | 5e       | 400 m haies | 50 s 69       |

## Records
| Épreuve     | Temps   | Lieu   | Date              |
| ----------- | ------- | ------ | ----------------- |
| 400 m haies | 47 s 53 | Sydney | 27 septembre 2000 |